# Sphecodes sulcatulus
Sphecodes sulcatulus är en biart som beskrevs av Cockerell 1906. Sphecodes sulcatulus ingår i släktet blodbin, och familjen vägbin. Inga underarter finns listade i Catalogue of Life.